# Kinderreport 2012
Der Kinderreport 2012 ist eine Studie des Deutschen Kinderhilfswerks über die positiven Folgen früher Partizipation und das Durchbrechen des Kreislaufes der Vererbung von Armut. Er wurde Mitte April 2012 herausgegeben.

## Überblick
Der Kinderreport 2012 des Deutschen Kinderhilfswerkes informiert über die Mitbestimmung in Kindertagesstätten, sowie über die damit zusammenhängende Entwicklung von Resilienz. Er stellt zudem Überlegungen zu den Maßnahmen zusammen, die zu umfangreicheren Partizipationsmöglichkeiten in der Kita beitragen.
Abschluss des Kinderreports bilden die Forderungen des Deutschen Kinderhilfswerkes.  Bereits 2010, 2007 (Kinderreport 2007), 2004 und 2002 erschienen Kinderreporte, die ebenfalls vom Deutschen Kinderhilfswerk herausgegeben wurden.

## Inhalte der Studie
Der Report, den Professor Ronald Lutz unter der Mitarbeit von Corinna Frey, Claudia Nürnberg, Maria Schmidt erstellt hat, wurde am 20. April 2012 auf der Berliner Pressekonferenz vorgestellt.
Die Studie wirft einen Blick auf die Folgen früher Mitbestimmung im Vorschulalter. Insbesondere werden die noch nicht im Mittelpunkt stehenden Einflussgrößen früher Partizipationserfahrungen für die Entwicklung von Resilienz, also das Meistern von Krisen durch Rückgriff auf eigene Erfahrungen, sowie als Ausweg aus dem Kreislauf der Vererbung der Armut untersucht. Durch frühe Beteiligung entwickeln Kinder Kompetenzen, die sie starkmachen. Dadurch sind die Kinder in der Lage, erfolgreich mit aversiven Reizen, also Reizen, die auf die Entwicklung des Kindes einen schlechten Einfluss hatten wie Armut, Gewalt oder Missbrauch, umzugehen. Deshalb ist es gerade für Kinder aus benachteiligten sozialen Lagen „von besonderer Bedeutung“, so der Präsident des Deutschen Kinderhilfswerkes Thomas Krüger, „schon in jungen Jahren in der Kita entsprechende Erfahrungen zu machen. Durch frühe Mitbestimmung können die Kinder die Folgen von sozialer Benachteiligung kompensieren.“
Kinder werden desto stärker und resilienter, je mehr sie an Entscheidungen, Planungen und Abläufen in Kitas beteiligt werden.„In zahlreichen Interviews berichteten Eltern und Erzieherinnen immer wieder, dass gute Mitbestimmungsmöglichkeiten diese förderliche Wirkung haben“, betont Professor Lutz, der im Auftrag des Deutschen Kinderhilfswerkes die Kindertagesstätten befragt hat. Die Resilienz, die durch frühe Partizipationserfahrungen entsteht, zeigt sich wie folgt:
- Kinder reagieren in Problemsituationen realitätsgerechter
- Kinder lösen Konflikte eigenständiger und nachhaltiger
- Sie reagieren auf belastenden Situationen gelassener
- Sie können ihre Meinung klarer und nachhaltiger vertreten[7][8][9]

### Handlungsansätze in Kindertagesstätten
Der Kinderreport 2012 stellt fest, dass Kinderrechte und in erster Linie Artikel 12 der UN-Kinderrechtskonvention, das Mitbestimmungsrecht, in Kitas keine nennenswerte Rolle spielen. Kinderrechte werden zumeist als ein Thema der Bildung gesehen. Weniger jedoch als ein Aspekt der tatsächlichen Arbeitsabläufe. Dabei gibt es vielgestaltige Möglichkeiten, die Kinderrechte in Kindertageseinrichtungen strukturell zu verankern. Beispielsweise durch:
- Kinderkonferenzen
- Kinderräte
- Kinderparlamente[14]
- Am nachhaltigsten und am effektivsten ist jedoch die gemeinsame Ausarbeitung einer Kita-Verfassung, in der Kinderrechte, Entscheidungswege und Entscheidungsgremien verbindlich festgeschrieben und umgesetzt werden.[15]

### Forderungen des Deutschen Kinderhilfswerkes
Das Mitbestimmungsrecht nach Artikel 12 der UN-Kinderrechtskonvention gilt ohne Altersbeschränkung.
Mitbestimmung muss deshalb ein Grundsatz der Pädagogik in Kitas sein, da Kindertagesstätten einen Bildungsauftrag haben, dessen Kern auch die Demokratieförderung sein muss. Infolgedessen fordert das Deutsche Kinderhilfswerk:
- Eine flächendeckende Diskussion um die Erfordernisse der Beteiligung in Kindertagesstätten auf der Grundlage der UN-Kinderrechtskonvention[17]
- Die Bewertung von Kindergärten hinsichtlich der Umsetzung von Mitbestimmungsformen zur Förderung von Resilienz
- Die Ausschreibung von Projekten, die diese Kontexte fördern und zugleich implementieren

Mitbestimmung dient der Überwindung von Kinderarmut. Das Potenzial von Partizipation für die Selbstwertsteigerung muss genutzt werden.
Denn Kinder, auch die Kleinsten, sind schon Experten für die eigenen Angelegenheiten. Bisher werden diese Kompetenzen der Kinder nicht benutzt – die Möglichkeiten liegen brach. In diesem Wissen müssen:
- Die verpflichtende Beteiligung von Kindern in Kindertageseinrichtungen flächendeckend in den Kindertagesstättengesetzen der Bundesländer festgeschrieben werden.
- Die Bundesländer die Mitbestimmung in Kitas in den Bildungsplänen in das Zentrum rücken.
- Maßnahmen zur Sensibilisierung und zur Wahrnehmung von Armut und zur Arbeit an deren Folgen entwickelt werden

Fachkräfte brauchen für die neuen Aufgaben Qualifizierungsmaßnahmen.
Durch die neuen Mitbestimmungsforderungen besteht gerade für das Fachpersonal eine große Unsicherheit, wie sie die Rahmenbedingungen für Mitbestimmung in Kitas gestalten können.
Für die Fachkräfte in Kindertageseinrichtungen fordert das Deutsche Kinderhilfswerk deshalb:
- Angebot entsprechender Qualifizierungsmaßnahmen,
- Aufnahme der UN-Kinderrechtskonvention, insbesondere des Artikels 12, in die Ausbildungscurricula der Erzieherinnen und Erzieher
- Verbindliche Fortbildungs- und Qualifizierungsprogramme für die Erzieherinnen und Erzieher[19][20]

## Aufbau der Studie
Im „Kinderreport 2012 – Mitbestimmung in Kindertageseinrichtungen und Resilienz“ des Deutschen Kinderhilfswerkes wurde in einer auf ganz Deutschland übertragbaren Befragung in Thüringer Kindertagesstätten der Zusammenhang von Mitbestimmung und Resilienz untersucht. Die Auswahl der Kindertageseinrichtungen war am Prinzip einer möglichst großen Breite und des Einbezugs der Vielfalt orientiert. In der Auswahl waren Kitas mit religiösem Hintergrund, staatliche Einrichtungen sowie solche freier Träger. Die Kitas lagen im Großraum Erfurt und Weimar, sowohl in Gebieten mit einer breiten Mittelschicht als auch in sozial benachteiligten Gebieten. Insgesamt nahmen zwölf Einrichtungen an der Befragung teil. Gearbeitet wurde mit Methoden der qualitativen Sozialforschung. Mit Leiterinnen und Erzieherinnen wurden problemzentrierte Interviews geführt, die durch Gespräche mit Eltern ergänzt wurden. Nach der Auswertung der Interviews fand, als Ergänzung, ein Workshop mit 25 Erzieherinnen statt, in dessen Verlauf noch einmal die zentralen Thesen des Materials diskutiert und verdichtet wurden. Zusätzlich zu den qualitativen Methoden wurden die Konzepte der befragten Einrichtungen analysiert.

## Reaktionen auf die Studie
- Die Grüne-Fraktion Bremen fordert, die Politik mit Kindern statt für Kinder auszubauen und die Mitbestimmung in den Kitas zu fördern, denn schon bei den ganz Kleinen könne bereits ein Grundstein für eine lebendige Demokratie gelegt werden.[21]
- Manuela Schwesig, SPD, Sozialministerin Mecklenburg-Vorpommerns, unterstützte die Forderungen des Deutschen Kinderhilfswerkes nach mehr Beteiligung von Kindern. Kinder, die von klein auf an Entscheidungen beteiligt werden, wachsen zu starken Persönlichkeiten heran, so Schwesig.[22]
- Diana Golze, die kinder- und jugendpolitische Sprecherin der Fraktion DIE LINKE fordert, Kindern mehr Rechte zuzugestehen und ihnen Gelegenheit zu geben, diese Rechte auch zu leben. Die Koalition müsse endlich zum Wohle der Kinder handeln.[23]
- Der Kinderreport 2012, so Katja Dörner, Sprecherin für Kinder- und Familienpolitik der Grünen Bundestagsfraktion, belege eindeutig die Bedeutung und Wirkung von frühen Mitbestimmungsmöglichkeiten für Kinder und Jugendliche. Das solle die Bundesregierung endlich zum Anlass nehmen, ihren Ankündigungen im Koalitionsvertrag auch Taten folgen zu lassen. Wer mehr Demokratie wagen will, müsse Kinder und Jugendliche besser beteiligen.[24]
- Caren Marks, familienpolitische Sprecherin der SPD-Bundestagsfraktion, erklärt, dass Mitbestimmung in Kitas das Selbstbewusstsein und die sozialen Kompetenzen von Kindern fördere und vor allem die Kinder stärke, die von Armut bedroht seien. Je stärker Kinder im Alltag der Kita beteiligt werden, desto besser werden auch die Benachteiligungen ausgeglichen. Das zeige der aktuelle Kinderreport deutlich. Der Ausbau von Kitas müsse daher dringend vorangetrieben werden.[25]

## Über den Autor
Der Kinderreport 2012 wurde von Professor Dr. phil. Ronald Lutz (* 1951) im Auftrag des Deutschen Kinderhilfswerkes erstellt. Lutz ist seit 1993 Professor für das Lehrgebiet „Menschen in besonderen Lebenslagen“ im Fachbereich Sozialwesen der Fachhochschule Erfurt; derzeit Dekan des Fachbereichs Angewandte Sozialwissenschaften an der Fachhochschule Erfurt.